# Lluís Maria Sforza

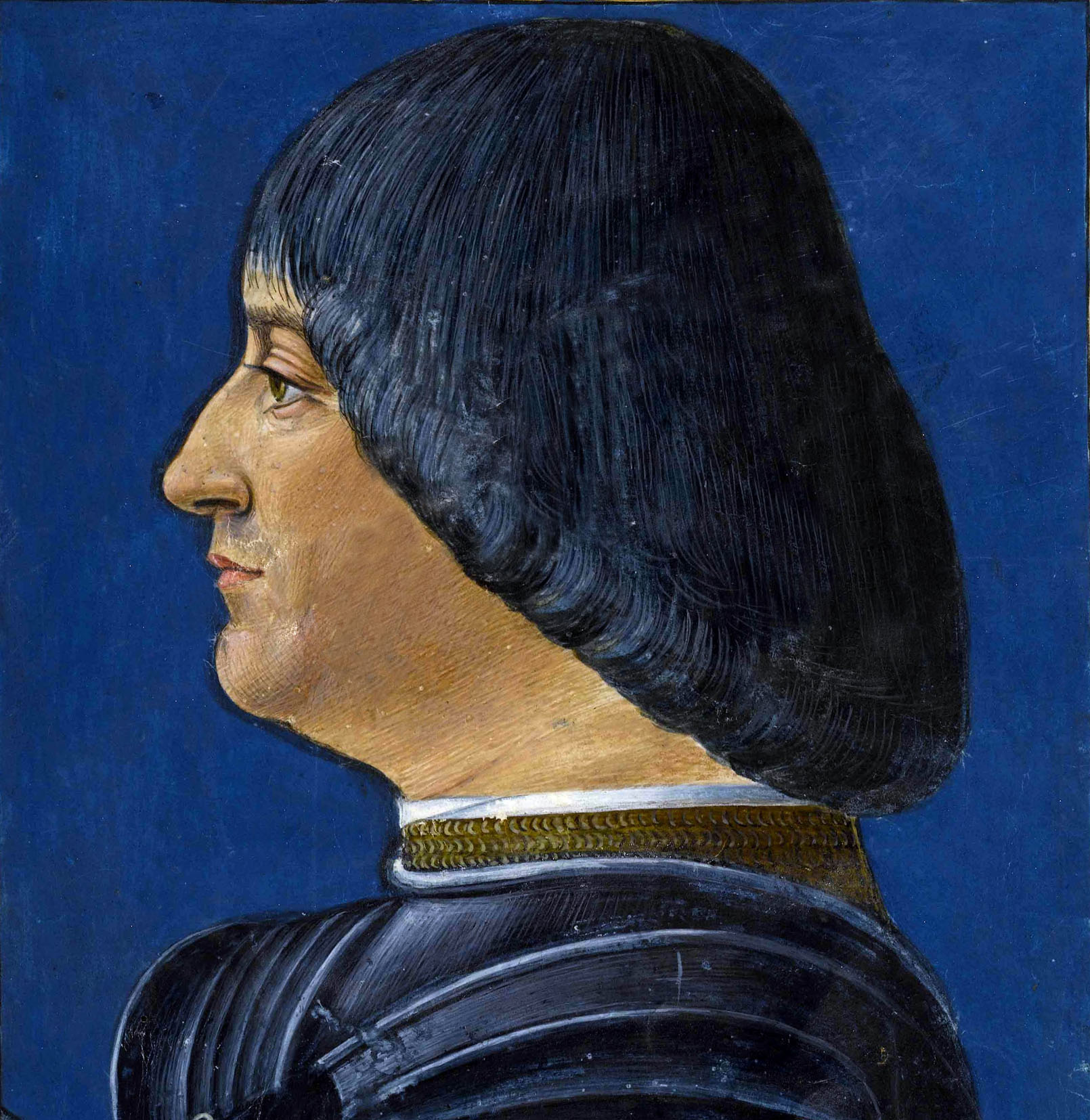
Imatge de Lluís el Moro pintat per Ambrogio de Predis.

Lluis Maria Sforza, més conegut amb el nom de Lluís el Moro pel seu color de pell moreno, en italià: Ludovico Sforza o Ludovico il Moro (Vigevano, Ducat de Milà 1452 - Loches, Regne de França 1508) fou un noble italià, mecenes i duc de Milà entre 1494 i 1499.

## Orígens familiars
Va néixer el 27 de juliol de 1452 a la ciutat de Vigevano sent el fill petit del duc Francesc I Sforza i la seva segona esposa, Blanca Maria Visconti. Fou net per línia paterna de Muzio Sforza i Llúcia da Torsano, i per línia materna de Felip Maria Visconti i Agnès del Maino. Així mateix fou germà de Galeàs Maria Sforza i cunyat d'Alfons II de Nàpols.

## Pacient i ambiciós
El jove Lluís Maria veié transcórrer els primers anys al costat del seu pare, en la fastuosa cort del Sforza, fou educat per la seva mare Blanca Maria Visconti, i pels millors preceptors de l'època, doncs, dotat d'una sòlida cultura i de bones maneres. L'any 1466 morí Francesc I Sforza i deixà el regne en mans del seu fill gran, Galeàs Maria. Aquest instaurà una cruel tirania, i deu anys després fou assassinat en l'església de Sant Esteve. Llavors pujà al poder el seu únic fill, Joan Galeàs Sforza, de només set anys, sota la tutela d'un hàbil ministre, Cicco Simonetta, i d'un consell de regència del que formava part el seu oncle Lluís.

## Núpcies i descendents

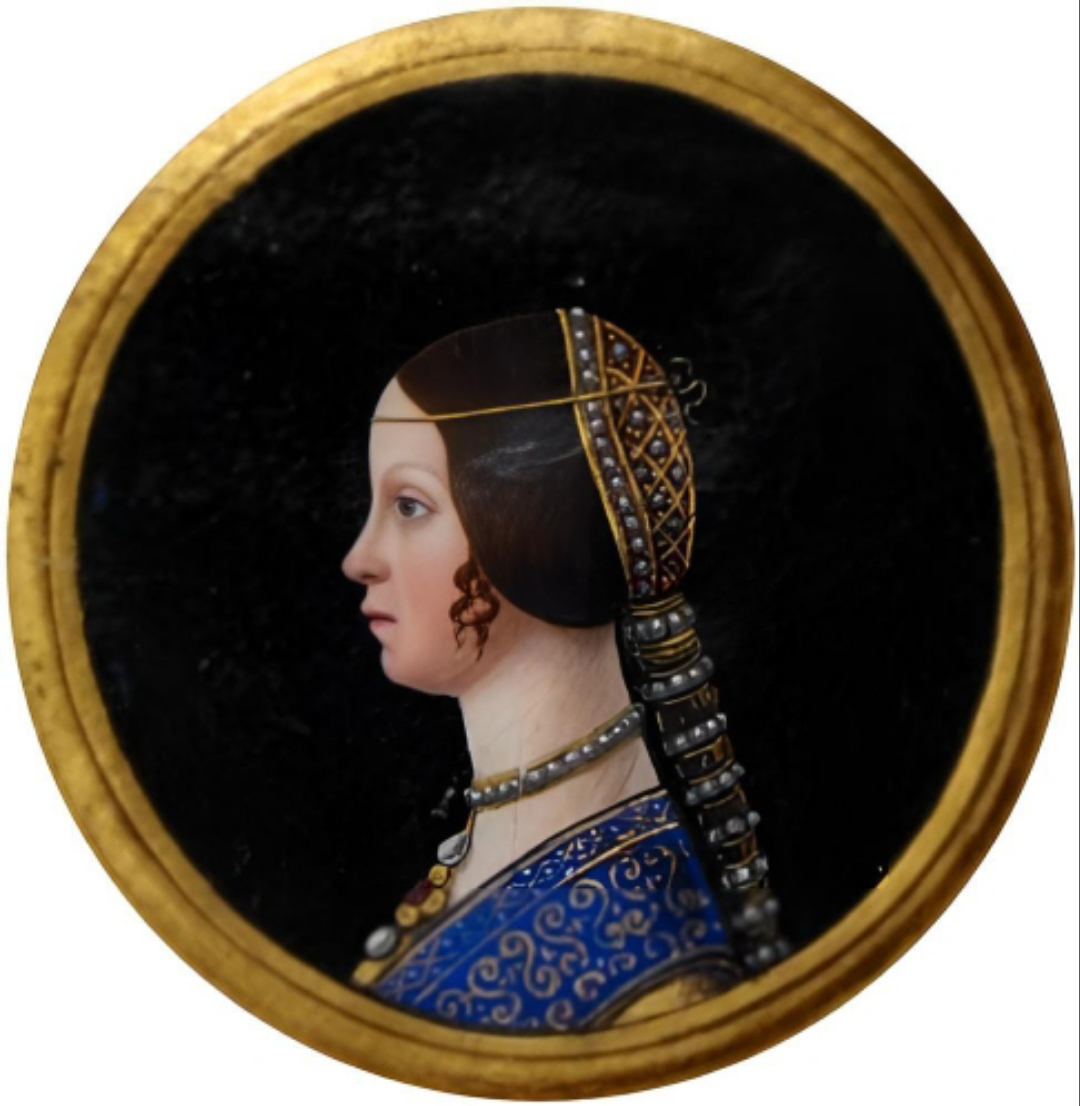
Retrat de Beatriu d'Este

Es casà el 18 de setembre de 1491 amb Beatriu d'Este, la més jove i la més bella princesa de la cort de Ferrara i filla del duc Erculi I d'Este i Elionor de Nàpols. Joan Galeàs fou desterrat a Pavia, mentre Lluís i la seva esposa inauguraven, en el Castell dels Sforza, una cort que es convertí en la més esplèndida de tot Europa. Beatriu, molt jove, gaudia de les diversions, i en els salons del castell les festes es succeïen sens interrupció, amb un luxe que admirava als milanesos. Leonardo de Vinci arribat a Milà l'any 1482, resultà ser, per dir-ho així, un gran animador d'aquestes festes. Ensems pintava El Sant Sopar i projectava el monument eqüestre a Francesc Sforza, pare de Lluís.
De la unió entre Lluís i Beatriu nasqueren Maximilià Sforza (1493-1530) i Francesc II Sforza (1495-1535), que ostentaren successivament el títol de duc de Milà. Així mateix Lluís tingué diversos fills il·legítims.

## Mecenes
El Moro comprenia plenament el valor de l'art, de la literatura, de les ciències, perquè era un home de talent, i volgué ser un verdader mecenes. Encara avui es discuteix si la seva personalitat correspon a la d'un gentil-home o a la d'un dèspota. Durant la seva regència i posterior govern de la ciutat de Milà fou un gran mecenes artístic, preocupat pel declivi arquitectònic i artístic de la ciutat. Així donà suport econòmic a artistes com Bramante per realitzar obres a Santa Maria delle Grazie, i al mateix Leonardo da Vinci pel qual realitzà diverses obres pictòriques com "La Verge de les Roques" (La Vergine delle Rocce), "Dama amb un ermini" (La dama con l'ermellino) o el propi "El Sant Sopar" (L'última cena). La seva figura apareix com la del clàssic home del Renaixement, plena de defectes i de mèrits. Feia assassinar Cicco Simonetta i després anava devotament a escoltar missa; organitzava traïcions i es commovia davant els orfes; deixà que un estranger envaís Itàlia i al mateix temps fundà la Universitat de Pavia, encomanà la construcció de Santa Maria de les Gràcies, feu acabar la Cartoixa de Pavia, donant alè a les arts, les ciències, l'agricultura i la tècnica.

## Ascens al poder
A l'assassinat del seu germà Galeàs Maria, ocorregut el desembre de 1476, el domini del ducat passà a mans del fill d'aquest, Joan Galeàs Sforza. Joan Galeàs era un nen malaltís. Lluís Maria, en canvi, era intel·ligent i ambiciós: se sentia (i era) capaç de grans coses. Per això Cicco Simoneta s'entrebancà de seguida amb els més greus problemes. Lluís Maria s'apoderà del govern de la ciutat de Milà durant la minoria d'edat d'aquest i la regència de la seva mare Bonna de Savoia. A força d'embolics caigué en desgràcia; fou acusat de culpes, tal vegada inexistents, condemnat a mort i decapitat (1480). A la mort de Joan Galeàs, ocorreguda l'octubre de 1494, Lluís Maria assolí el poder absolut gràcies al nomenament que rebé per part dels nobles de la ciutat.

### Guerres d'Itàlia

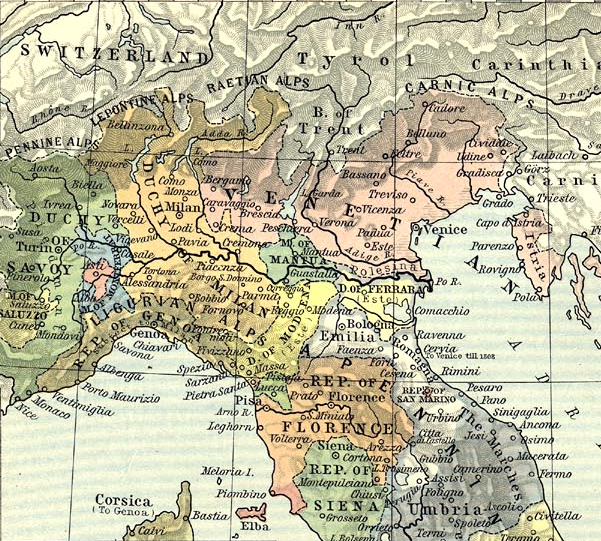
Extensió del Ducat de Milà l'any 1494.

Des del seu càrrec va animar, simultàniament, el rei Carles VIII de França i l'emperador Maximilià I del Sacre Imperi Romanogermànic perquè s'impliquessin en els assumptes polítics de la península Itàlica, esperant controlar als dos i poder recollir així algunes recompenses territorials; iniciant-se així les anomenades Guerres d'Itàlia. Les coses, però, no van anar com ell havia planejat i, després d'un enfrontament amb el rei francès, es va unir a la lliga contra Carles VIII, donant a la seva neboda Blanca Maria Sforza en matrimoni a Maximilià I, i rebent en compensació la investidura de duc.
Després de la primera disputa amb França a la batalla de Fornovo l'any 1495, utilitzant armes d'unes 70 tones de bronze provinent d'una estàtua que originàriament havia de recordar la figura de Leonardo da Vinci, Lluís Maria va ser expulsat del Ducat de Milà pel nou rei francès Lluís XII de França l'any 1499, el qual va reclamar els seus drets sobre el ducat en ser net de Valentina Visconti. El 1500 Lluís XII va assetjar la ciutat de Novara, població on s'exilià Lluís Maria, tenint entre les seves files ambdós exèrcits mercenaris suïssos, guerrers que havien estat invictes durant els dos últims segles. Davant d'aquest fet els mateixos suïssos, que no estaven d'acord de lluitar entre si, van abandonar els dos exèrcits; i no tan sols això sinó que lliuraren Lluís Maria i el seu germà Ascani, que foren capturats pel rei francès l'abril de 1500.
Aquest acceptà la seva sort. Trist i cansat, amb els cabells blancs, s'encaminà a llur destí. Restava sol; la seva adorada esposa Beatriu havia mort feia tres anys; ja no tenia amics. Passà amb el cap ben alt pels carrers de Lió, en mig d'una multitud que l'insultava, i fou tancat al Castell de Loches, en la França central, on i va romandre oblidat fins a la seva mort el 27 de maig de 1508.
Els suïssos van restaurar el ducat de Milà l'any 1512, on entronitzaren el mateix fill de Lluís Maria, Maximilià Sforza.